# توماس لیگوتی
توماس لیگوتی (به انگلیسی: Thomas Ligotti) نویسندهٔ ژانر ترسناک معاصر آمریکایی متولد ۹ ژوئیه ۱۹۵۳ است. نوشته‌های او ریشه در چندین ژانر ادبی دارد و به‌طور کلی توسط بسیاری از منتقدان به عنوان آثار ترسناک فلسفی توصیف شده‌است، که اغلب در داستان‌های گوتیک به صورت داستان‌های کوتاه و رمان درآمده است. جهان بینی مورد تأیید لیگوتی در آثار داستانی و غیر داستانی خود بدبینانه و نهیلیستی است. واشینگتن پست او را «بهترین راز نگه‌داشته شده در داستان‌های ترسناک معاصر» خواند. 
از مهمترین آثار او کتاب توطئه علیه نوع بشر است.این کتاب را پرویز شبرنگ در سال ۱۴۰۰ از نشر یمام به فارسی برگردانده است.